# 國際標準名稱識別碼
國際標準名稱識別碼（英語：International Standard Name Identifier, ISNI），是一種將媒體內容（如書籍、電視節目、報紙文章）的貢獻者賦予一個公開的獨特編碼。該編碼採用16個數字，每個數字分成4組顯示。
該識別碼是經由國際標準化組織的主持之下所制訂，並賦予編號ISO 27729（页面存档备份，存于），2012年3月15日公告。

## ORCID
ORCID（開放研究者與貢獻者身分）識別碼會保留特定的ISNI識別碼給學術研究者，並由獨立機構管理。個別的研究者可以創建與要求擁有自己的ORCID識別碼。 ORCID與ISO兩機構會針對此狀況進行協調。
台灣目前已有國立臺灣大學醫學院及國立臺灣師範大學加入ORCID成為機構會員。